# Kim (Ciad)
 Kim  è un comune del Ciad situato nel dipartimento di Mayo-Boneye, provincia di Mayo-Kebbi Est.